# ČAFC Židenice
El CAFC Zidenice es un equipo de fútbol de la República Checa que juega en la Primera Liga Distrital de Brno, la octava división de fútbol en el país.

## Historia
Fue fundado en el año 1921 en la comunidad de Židenice de Brno y han cambiado de nombre en varias ocasiones:
- 1921: SK Juliánov
- antes de 1948: DSK Juliánov, DSK Brno XV, ČAFC Židenice
- 1948: Sokol MEZ Židenice
- 1953: Spartak MEZ Židenice
- 1954: Spartak Židenice
- 1960: TJ ZKL Brno
- 1976: Zetor Brno
- 1994: ČAFC Židenice

En sus primeros años el club pasó jugando entre la tercera y cuarta división de la desaparecida Checoslovaquia hasta que en 1951 logra el ascenso a la Primera División de Checoslovaquia.
En ese año de 1952 también fue su única temporada en la máxima categoría ya que terminó en último lugar entre 14 equipos, ganando solo dos de los 26 partidos que jugó. Tras no conseguir la licencia al año siguiente fueron relegados a la tercera división, regresando a los primeros años entre la tercera y cuarta categoría a excepción de la temporada de 1964/65 que jugó en la Czech 2. Liga.
Tras la disolución de Checoslovaquia en 1993 el club fue ubicado en el Campeonato de Brno, cuarta división de la República Checa, permaneciendo entre la cuarta y quinta división hasta su desaparición al terminar la temporada 2010/11.
El club es refundado en el año 2011 y ubicado en la octava división.

## Palmarés
- Divize C: 1

1963/64
- Divize D: 3

1941/42, 1962/63, 1979/80